# Instituto para el Desarrollo Empresarial de la Argentina
El Instituto para el Desarrollo Empresarial de la Argentina, ampliamente conocido como IDEA es una organización por las mayores empresas de la ArgentinaPara organizar la negociación colectiva del sector patronal con los sindicatos y el gobierno. Creada en 1960, el significado original de la sigla IDEA era Instituto para el Desarrollo de los Ejecutivos en Argentina. Uno de los objetivos declarados por IDEA es “permitir a las empresas de cualquier dimensión formar y actualizar sus cuadros gerenciales, intercambiar experiencias en mejores prácticas empresariales y ser protagonistas del quehacer económico, político y social”.
Uno de sus fundadores fue Julio Francisco Rivas, Autodidacta experto en Mercadeo y Socio de IMR (Industrial Marketing Research)[cita requerida].

## Coloquios de IDEA
IDEA organiza su Coloquio Anual, una reunión anual 
sobre  político-económica.

## Instituto Universitario IDEA
Se trata de un instituto universitario fundado en 2002 como brazo académico de los foros de IDEA.[cita requerida] Cuenta con una sede en Buenos Aires y una en Rosario Su aprobación como institución universitaria es aún provisional.
IDEA también gestiona la Escuela de Negocios IDEA, creada en 1968.